# Sadków (Radom)
Sadków – osiedle we wschodniej części Radomia. Dawniej część wsi Sadków, obecnie podzielonej. Położony jest wzdłuż drogi krajowej nr 9 (E371), której ten odcinek jest wschodnią obwodnicą miasta.
Przed wojną folwark Sadków leżał poza granicami miasta Radomia. Część wsi włączono do Radomia 1 stycznia 1954, a kolejne obszary 15 marca 1984.
Duża część osiedla to tereny bazy wojskowej, gdzie mieści się Port lotniczy Radom-Sadków. Na części cywilnej zabudowa jednorodzinna, sporą część powierzchni dzielnicy stanowią nieużytki.
Dzielnica słabo skomunikowana z innymi częściami miasta (trzy linie autobusowe obsługują jej mieszkańców – 5, 14, 21).